# غولدرز غرين (محطة مترو أنفاق لندن)
غولدرز غرين (بالإنجليزية: Golders Green)‏ هي إحدى محطات مترو أنفاق لندن. تقع على خط نورذيرن أفتتحت في المنطقة (Zone) رقم 3 أفتتحت في 22 يونيو 1907. 